# Lena Malkus
Lena Malkus (* 6. August 1993 in Bremen) ist eine ehemalige deutsche Leichtathletin, die sich hauptsächlich auf den Weitsprung spezialisiert hat, aber auch bei 200-m- und Staffelläufen konkurrierte. Sie gewann unter anderem bei den Olympischen Jugendspielen 2010 und bei den U23-Europameisterschaften 2013 die Goldmedaille.

## Berufsweg
Seit 2008 besuchte Malkus das Sportinternat in Münster und schloss die 13. Klasse der NRW-Sportschule Pascal-Gymnasium im Mai 2012 mit dem Abitur ab. Sie studiert seit dem Wintersemester 2012/13 Psychologie an der Westfälischen Wilhelms-Universität in Münster. Nach dem Ende ihrer sportlichen Karriere zum Jahreswechsel 2019/2020 wandte sie sich ihrer Masterarbeit mit dem Thema „Work-Life-Balance von hauptamtlichen Trainern“ zu.

## Sportliche Karriere
Den 1. Platz bei den U20-Europameisterschaften erreichte Malkus 2009, bei den Deutschen Jugendhallenmeisterschaften gewann sie 2010. Bei den Olympischen Jugendspielen in Singapur errang sie mit einem Sprung von 6,40 m die Goldmedaille.
2011 holte sich Malkus mit 6,70 m den Titel Deutsche Juniorenmeisterin. Am 6. August, ihrem 18. Geburtstag, wurde sie erneut Deutsche Jugendmeisterin. Mit 6,69 m übertraf sie zum zweiten Mal die B-Norm (6,67 m). Auf die ihr deshalb zustehende Weltmeisterschafts-Teilnahme in Daegu verzichtete sie.
2012 wurde sie im Februar Deutsche Vizemeisterin in der Halle. Ihren Start bei den Deutschen Meisterschaften im Juni in Wattenscheid musste sie wegen einer Verletzung absagen. Bei den Juniorenweltmeisterschaften (U20-WM) in Barcelona (Spanien) gewann sie im Juli 2012 Silber mit 6,80 m. Zum zweiten Mal in Folge gewann Lena Malkus auch 2012 den deutschen U23-Titel.
2013 wurde sie U23-Europameisterin mit Bestleistung (6,76 m) und zum dritten Mal deutsche U23-Juniorenmeisterin.
2015 gewann Malkus am 14. Mai 2015 in Münster bei den Deutschen Hochschulmeisterschaften innerhalb weniger Stunden gleich drei Titel: Im Weitsprung, im 200-Meter-Lauf und mit der 4-mal-100-Meter-Staffel der Universität Münster. Am 24. Juli wurde sie beim Weitsprungwettbewerb auf dem Nürnberger Hauptmarkt mit einer Weite von 6,74 m Deutsche Meisterin und qualifizierte sich zugleich für die Weltmeisterschaften in Peking, wo sie allerdings schon in der Vorrunde ausschied. Die Weite ihres Meisterschaftssprungs war die beste Weite bei Deutschen Meisterschaften seit zehn Jahren.
2016 und 2017 konnte Malkus sportlich kaum in Erscheinung treten, da sie sich im Urlaub in Bali eine Yersinien-Infektion zuzog, welche zunächst nicht erkannt wurde, und die ihren Körper massiv schwächte und eine Reihe von Verletzungen auslöste.
2018 bekam sie im Frühjahr eine Blinddarmentzündung. Mit einer Sondererlaubnis durfte sie trotz fehlender Qualifikationsleistung bei den Deutschen Meisterschaften starten, schied aber nach drei ungültigen Sprüngen aus. Und wieder folgte ein Rückschlag nach dem nächsten.
Ende 2019 gab schließlich nach überstandenen Schienbein-Problemen eine Entzündung im Beuger-Ansatz den finalen Anlass für die Entscheidung die Karriere zu beenden.

## Vereinszugehörigkeiten
Bis 2006 startete Malkus für den TV Borghorst, 2007 und 2008 für den TV Jahn Rheine, dann wechselte sie zur LG Ratio Münster. Beim Austritt des SC Preußen Münster aus der LG Ratio Münster wechselte ihr Startrecht zum Grundverein SC Preußen Münster. Nach vielen Jahren in der Obhut von Elke und Frank Bartschat wagte sie einen Neustart in Hamburg. Zur Saison 2019 startete Malkus für den Hamburger SV, wo sie von Sebastian Bayer trainiert wurde, jedoch in dem Jahr bis zu ihrem Karriereende an keinem Wettkampf mehr teilnahm.

## Platzierungen, Weiten (Auswahl)
- 2009: 1. Platz U18-Europameisterschaften (EYOF) in Tampere, Finnland[17]
- 2009: 1. Platz beim 4-mal-100-Meter-Staffellauf, A-Jugend bei den Deutschen Jugendmeisterschaften (DJM) in Rhede[3][18] 2. Platz ?[19]
- 2010: 6. Platz der Weltrangliste U20 im Weitsprung mit 6,44 m
- 2010: 1. Platz bei den Deutschen Jugendhallenmeisterschaften (DJHM) in Halle/S.[2]
- 2010: 1. Platz bei europäischer Ausscheidung in Moskau für die Olympischen Jugendspiele in Singapur[20]
- 2010: Goldmedaille bei den Olympischen Jugendspielen in Singapur[8]
- 2011: Führende der Weltrangliste U20 im Weitsprung mit 6,70 m
- 2011: 3. Platz bei den Deutschen Jugendhallenmeisterschaften in Leverkusen[3][21]
- 2011: Deutsche Juniorenmeisterin (mit WM-B-Norm) in Bremen[22]
- 2011: 1. Platz bei den U20-Europameisterschaften in Tallinn[23][24]
- 2011: Deutsche Jugendmeisterin (mit WM-B-Norm) in Jena[1]
- 2012: Führende der Weltrangliste U20 im Weitsprung mit 6,72 m
- 2012: 2. Platz bei den Deutschen Hallenmeisterschaften in Karlsruhe[25]
- 2012: 3. Platz beim Staffellauf über 4 × 200 m der Frauen, Deutschen Hallenmeisterschaften in Karlsruhe[25]
- 2012: 2. Platz bei den U20-Weltmeisterschaften in Barcelona (Spanien)[11]
- 2012: 1. Platz bei den Deutschen U23-Meisterschaften in Kandel[12]
- 2013: 1. Platz bei den U23-Europameisterschaften im Weitsprung in Tampere[13][9][26], WM 2013 in Moskau Platz 17
- 2013: 1. Platz bei den Deutschen U23-Meisterschaften in Göttingen[13][9]
- 2014: 1. Platz Deutsche U23-Meisterschaften Weitsprung[27]
- 2015: 1. Platz bei den Deutschen Meisterschaften mit 6,74 m[28]

## Ehrungen
- 2010 beim Ball des Sports vom Sportbund der Stadt Münster als Juniorsportler des Jahres ausgezeichnet.[29]
- 2011 zur Newcomerin des Jahres von NRW gewählt.[30]
- 2011 und 2012 vom Sportbund der Stadt Münster beim Ball des Sports als Sportlerin des Jahres ausgezeichnet.[29][31][32][33]

## Trivia
Malkus ist die Tochter von Ruth Holzhausen-Malkus, die als Volleyball-Nationalspielerin 1984 den sechsten Platz bei den Olympischen Spielen belegte.